# Пилот-инструктор
Пилот-инструктор или лётчик-инструктор, авиационный инструктор — лётчик (пилот), осуществляющий практическую лётную подготовку обучаемого. 
Задачей лётчика-инструктора является обучение управлению летательным аппаратом (ЛА). В качестве обучаемого может быть человек, не владеющий никакими навыками (первоначальное обучение), а также действующий лётчик, переучивающийся на новый тип воздушного судна.
В государственной авиации СССР/РФ каждый лётчик или другой член лётного экипажа в обязательном порядке ежегодно проходит проверку знаний и практических навыков (т.н. «годовой контроль», по сути — аттестацию) по своим прямым функциональным обязанностям. Также проходят проверки на допуск к полётам в других случаях (например, при некотором перерыве в лётной работе, независимо от причин: отгула ежегодного планового отпуска для выполнения контрольного полёта вполне достаточно). Такие проверки выполняются лётчиками-инструкторами авиационного полка (штурманами-инструкторами, бортовыми техниками-инструкторами, и т.п.) — т.е наиболее подготовленными и специально допущенными к таким обязанностям приказом вышестоящего командования.

## Техника
В большинстве случаев для обучения используются двухместные летательные аппараты. Посадочные места при этом расположены либо друг за другом, либо плечом к плечу. Часто, но не всегда, при первоначальном обучении используются учебные ЛА, которые изначально создавались для учебных целей. Примером таких аппаратов для СССР могут являться По-2.
Для первоначальной подготовки военных лётчиков могут использоваться учебно-боевые самолёты, которые созданы специально для обучения, но могут использоваться и как боевые (то есть имеют вооружение и узлы навески боеприпасов).
Часто в случае военных самолётов серийная версия имеет только одно место лётчика. В этом случае с целью обучения и проверки навыков в ограниченных количествах могут выпускаться специальные двухместные версии, называемые в просторечии «спарка». Примерами могут являться МиГ-21УМ и МиГ-23УБ.
В больших многоместных самолётах для инструкторов предусмотрены специальные места (типа откидных сидений, возможны варианты), оснащённые минимальным оборудованием (арматура для подключения высотного снаряжения или кислородной маски, абонентский щиток переговорного устройства). Штатным экипажем в обычных полётах эти места не используются. Руководящими документами запрещено нахождение на борту в полете более двух инструкторов одновременно.

## Ведение документации
При записи времени учебного налёта инструктор оставляет свою подпись в лётной книжке, а также ставит оценку за выполнение упражнения.

## Подготовка лётчиков-инструкторов
Во времена Союза ССР существовало специальное учебное заведение — Волчанское авиационное училище лётчиков ДОСААФ СССР (с 1988 года Запорожское АУЛ ДОСААФ СССР, специализирующееся на подготовке лётчиков-инструкторов для летательных аппаратов различных типов — планеров L-13, поршневых самолётов Як-52, реактивных самолётов L-29, вертолётов (Ми-2), а также лётчиков-инструкторов-парашютистов на Ан-2.

## Повседневная работа

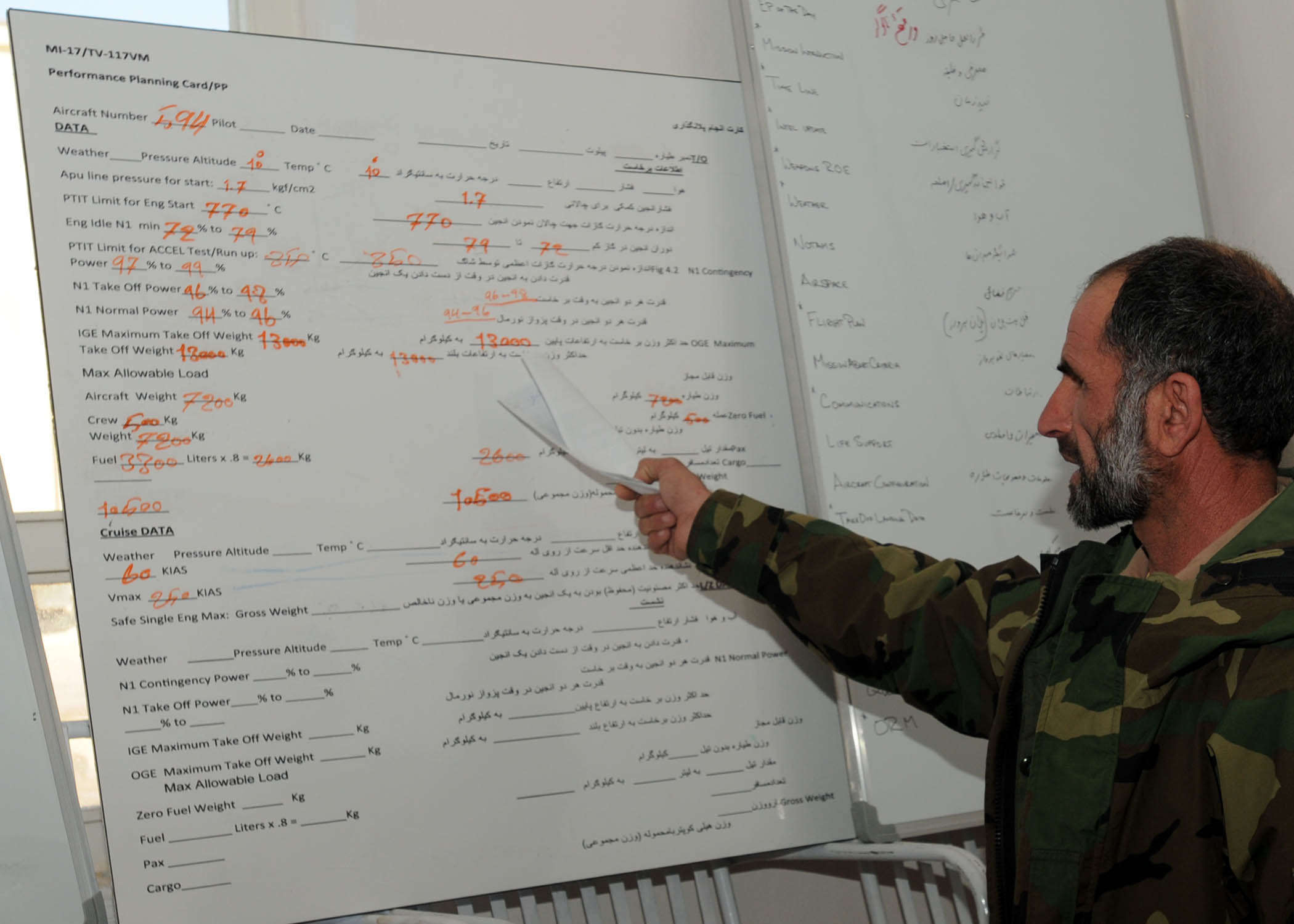
Теоретические занятия
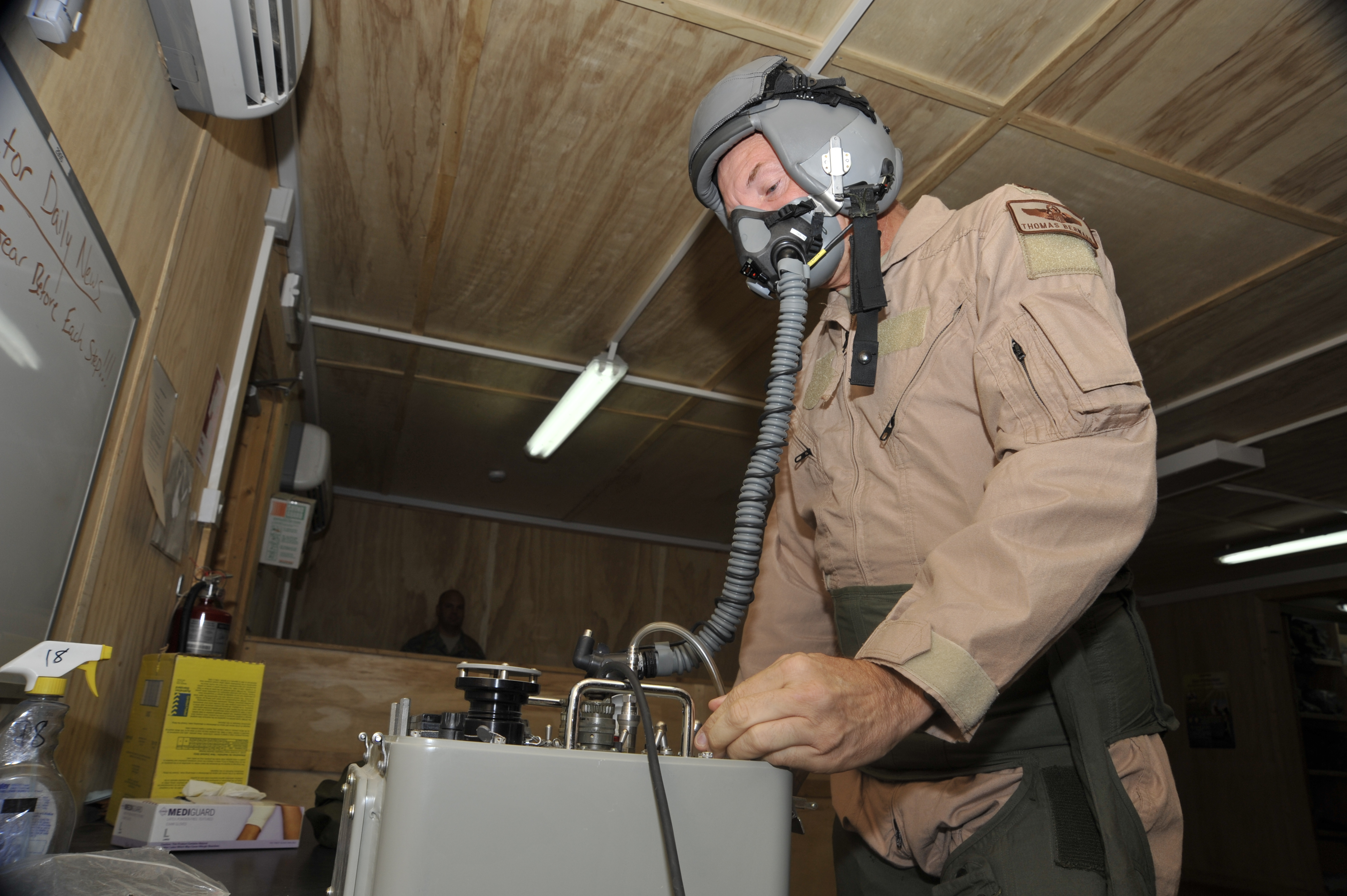
Контрольная проверка исправности лётного снаряжения
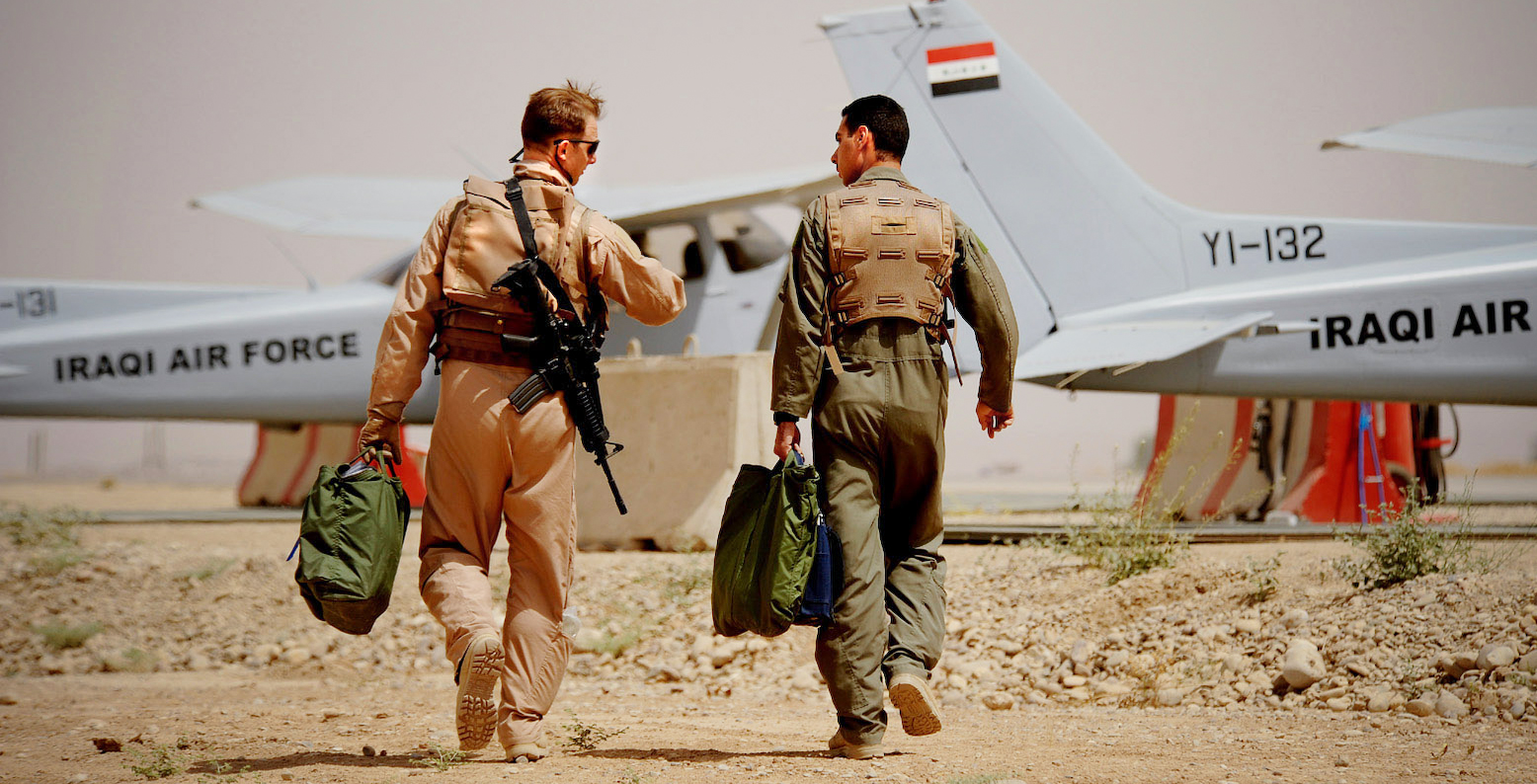
Предполётный инструктаж
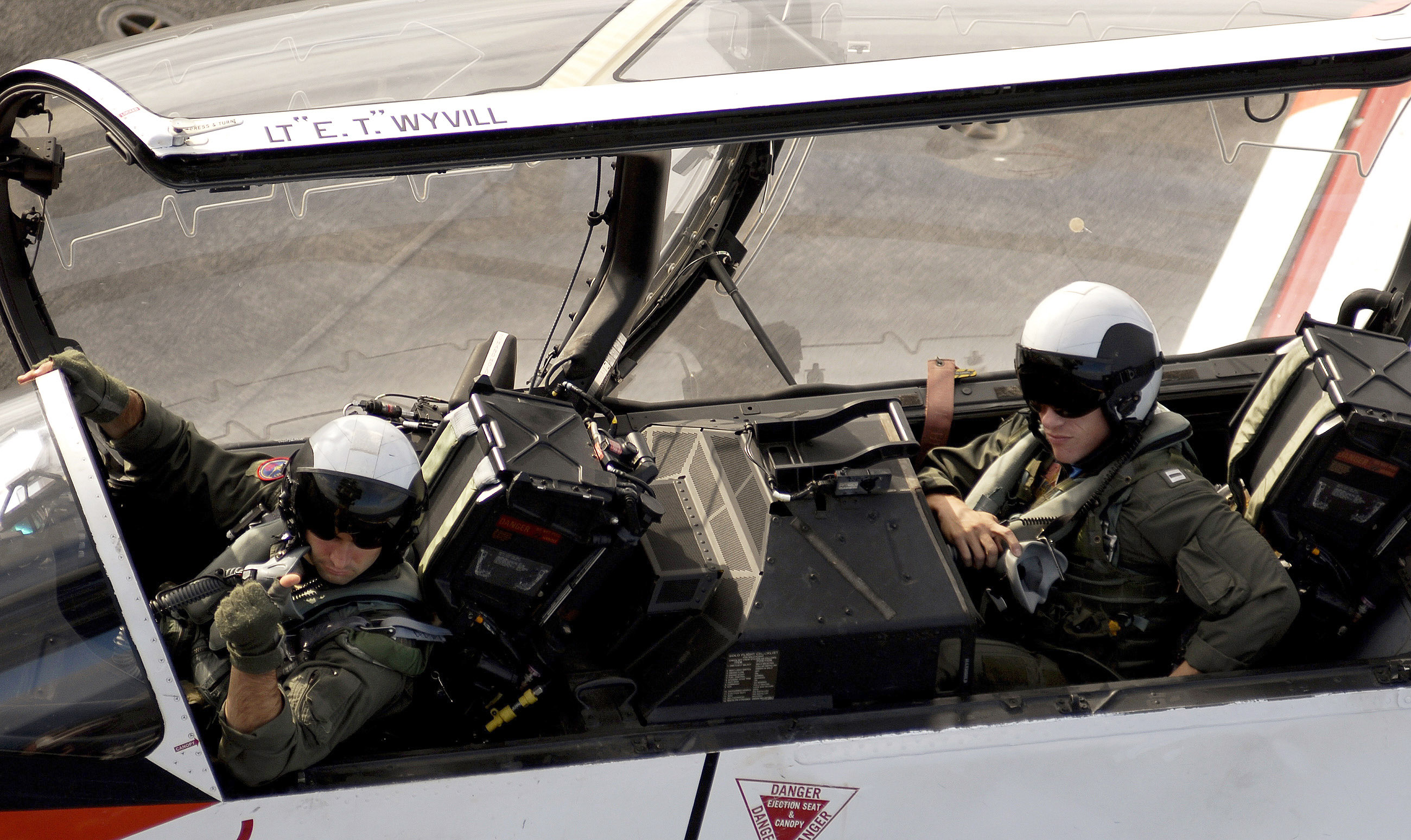
Заключительные указания перед взлётом
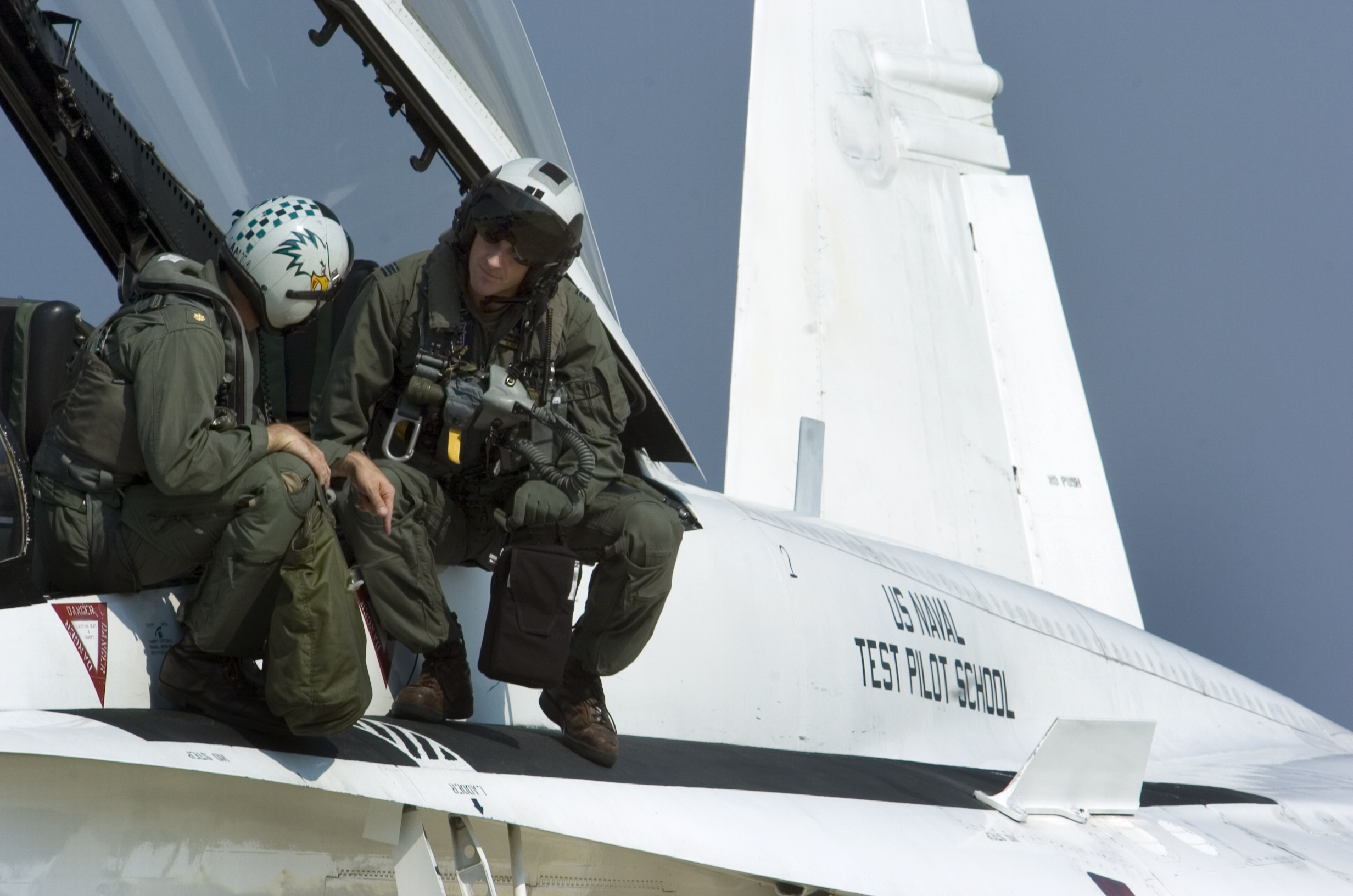
Предварительный разбор полёта по приземлении